# Tamazight d'Awjila
Le tamazight d'Awjila (en tamazight : tawilant, tawjilt ou tawjilit) est une langue berbère gravement menacée (considérée comme « moribonde » par Ethnologue), parlée en Cyrénaïque, à l'Est de la Libye, dans l'oasis d'Awjila. En raison de la situation politique en Libye, les données immédiates sur la langue sont inaccessibles. Cependant, les publications sur facebook des locuteurs et des jeunes semi-locuteurs ont fourni des données supplémentaires récentes.

## Informations générales
Le tamazight d'Awjila appartient à la branche berbère de la famille berbère des langues chamito-sémitiques, et au sous-groupe berbère de l'Est. Il est étroitement lié au tamazight de Ghadamès bien que considérablement plus menacé, avec environ 2 000 à 3 000 locuteurs natifs restants. L'UNESCO considère cette variante comme gravement menacée, car les plus jeunes locuteurs ont atteint ou dépassé l'âge mûr.
Les berbérophones et les langues berbères de Libye ont fait face à une oppression sévère pendant la période de Mouammar Kadhafi, qui a probablement été la cause de la disparition de certaines variétés telles que le tamazight de Sokna et la mis en danger d'autres variantes, dont celles d'Awjila et de Ghadames (tamazight ghadamsien). L'utilisation des langues amazighes était interdite sous Kadhafi, qui a complètement nié l'existence du peuple amazigh, disant : « Appelez-vous comme vous voulez à l'intérieur de vos maisons - Berbères, enfants de Satan, peu importe - mais vous n'êtes que Libyens quand vous quittez vos maisons ». Il a ciblé à plusieurs reprises des militants des droits des Amazighs (y compris des linguistes de l'étranger), auxquels on peut attribuer le manque d'informations actuelles et à jour sur les langues berbères libyennes et le contenu relativement limité disponible, même en arabe, sur Internet (par opposition aux ressources importantes trouvées sur les variétés amazighes marocaines et algériennes). La langue est cependant utilisée sur Facebook par certains membres de la communauté d'Awjila.

## Histoire de la bourse d'études
En raison des problèmes politiques en Libye, le travail de terrain à Awjila a été limité. Les premières études de la langue avaient été menées par Müller en 1827, cependant, son travail est difficile à analyser car il n'y avait pas de conventions standard telles que l' Alphabet Phonétique International (IPA) pour la transcrire à cette époque et parce qu'il a échoué faire des distinctions pour divers sons dans en berbère d'Awjila (comme la différence entre les consonnes emphatiques, pharyngées et leurs homologues non emphatiques). Moritz von Beurmann a également fourni une courte liste de mots, mais certaines formes contredisent les informations trouvées dans des sources ultérieures. Le dernier travail de terrain a été réalisé par Umberto Paradisi en 1960, dont les données (sous forme de textes) sont devenues la base de toutes les études futures de la langue, en particulier celle de la chercheuse contemporaine Marijn van Putten qui a repris l'étude de la variété d'Awjila d'autres variétés berbères orientales. Van Putten, qui a beaucoup publié sur la langue, s'appuie fortement sur le travail de Paradisi et l'a utilisé pour compiler un dictionnaire et une grammaire dans son livre de 2014 A Grammar of Awjila Berber.

## Système d'écriture
Bien qu'historiquement les langues libyco-berbères aient été écrites avec l'alphabet tifinagh entre le deuxième siècle avant notre ère et le troisième siècle de notre ère, le tawilant et d'autres langues variétés amazighes sont restées orales pendant la majeure partie de leur existence moderne. Ces derniers temps, la plupart des langues amazighes sont écrites soit en alphabet latin soit en alphabet arabe, bien que les tentatives de faire revivre les langues et les cultures amazighes ont conduit à la réintroduction d'une écriture « néo-tifinagh » dans plusieurs domaines. Néanmoins, Kadhafi avait interdit le scénario pendant les 42 ans de son régime oppressif et il est donc peu probable que les quelques locuteurs amazighophones d'Awjila en fassent un usage significatif.

## Phonologie
L'amazigh d'Awjila a plusieurs caractéristiques phonologiques intéressantes qui le distinguent de la plupart des autres variétés de berbère. Quelques distinctions notables sont énumérées ci-dessous : (Van Putten)
1. Rétention du proto-berbère β comme v plutôt que d'être perdu comme dans la plupart des autres variétés modernes[10]
2. Perte de l'arrêt dentaire vocal pharyngé et entièrement remplacé par la variante sans voix. Exemple: Awjila avəṭ vs. Tachelhit: je veux dire nuit.
3. Rétention de l'arrêt vélaire k là où la plupart des variétés berbères l'ont remplacé par l'approximant palatin j. Exemple : Awjila : təkəmmušt vs. Tachelhit : taymmust signifiant liasse.
4. Palatalisation de s et z en ʃ (écrit comme š) et ʒ (écrit ž).
5. Prédominance de la i voyelle et semblant passage de l'une voyelle d'autres variétés de i[11]

## Morphologie et syntaxe
Le tamazight d'Awjila a également plusieurs traits distinctifs dans les domaines de la morphologie et de la syntaxe : 
1. Manque de marquage de cas manifeste qui a été conservé dans d'autres variétés berbères.
2. Manque de façade clitique
3. Clitique – a est utilisé avec le présent pour exprimer un état résultant, une caractéristique partagée uniquement par la variété berbère la plus à l'est, le siwi.

## Statut
En raison de la population déjà réduite de locuteurs du tawilant et des conflits politiques persistants dans la Libye post-printemps arabe, l'avenir de cette langue semble sombre. Bien que les chercheurs de la School of Oriental and African Studies (SOAS) et le président du Congrès Mondial Amazigh aient confirmé que des locuteurs de la langue persistent encore, tous les locuteurs connus ont un âge avancé, ce qui suggère que les jeunes générations n'apprennent plus le tawilant.